# Ђорђе Ивеља
Ђорђе Ивеља (Бачка Паланка, 30. јун 1984) српски је фудбалер.

## Клупска каријера
Рођен је 30. јуна 1984. године у Бачкој Паланци. Игра на позицији везног играча. За ОФК Београд је дебитовао у Првој лиги СР Југославије 2001. године, са непуних 17 година. У клубу је провео седам година, а био је неколико пута позајмљен клубовима у нижим лигама. Почетком 2009. прешао је у румунски клуб Рапид из Букурешта. Остварио је 11 првенствених наступа за клуб, пре него што их је напустио крајем године. Од 2011. до 2013. године наступао је за љубљанску Олимпију. Током 2014. године наступао је за Јавор из Ивањице. У сезони 2015/16. играо је за Напредак из Крушевца.
Дана 12. јануара 2017. Ивеља се придружио бугарском прволигашу Монтани, потписао је краткорочни уговор. Клуб је напустио већ у јуну исте године. У лето 2017. године прешао је у швајцарског нижелигаша Пајде Мелин.

## Репрезентација
Одиграо је четири утакмице за младу репрезентацију Србије. Био је учесник Европског првенства у Холандији 2007. године, када је Србија освојила друго место.

## Успеси
Напредак Крушевац
- Прва лига Србије (1): 2015/16.